# Sofía Lama
Sofía Lama Stamatiades (Puebla, 9 giugno 1987) è un'attrice messicana di origini in parte greche.

## Biografia
Nacque a Puebla nel 1987. Iniziò a recitare all'età di 11 anni, protagonista di numerosi programmi TV per bambini. A 18 anni si trasferì a Città del Messico, recitò nel musical Grease interpretando Frankie, girando con successo in tutto il Messico. Continuò la sua passione per il teatro e recitò in diversi spettacoli teatrali a Città del Messico come, Las Arpias e El ultimo Aliento. Seguì un corso di tre anni di filmografia presso l'Estudios Cinematograficos INIDI, frequentò corsi di recitazione con Adriana Barraza (nominata all'Oscar per BABEL) e studiò con lo stimato Maestro Juan Carlos Corazza (Spagna).
Lavorò inoltre per la televisione messicana prima di avere l'opportunità di stabilirsi a Miami e iniziare la sua carriera nel mercato ispanico degli Stati Uniti. Con oltre 12 serie di crediti regolari, Sofia divenne uno dei volti più noti dell'America Latina e del mercato ispanico degli Stati Uniti d'America. Ha partecipato in diverse serie televisive prodotte dalla NBC Universal / Telemundo, tra cui Pecados Ajenos, La casa de al lado e Dueños Del Paraiso, nella quale recitava a fianco di Kate del Castillo e Adriana Barraza. Le serie sono state trasmesse sia in più di 100 paesi in tutto il mondo che su Netflix . Uno dei ruoli più importanti di Sofia fu nell'acclamata e popolare serie Eva Luna, trasmessa su Univision, nella quale ricoprì il ruolo di Alicia Gonzales. Il suo finale, negli Stati Uniti, attirò più di 9,1 milioni di spettatori e Sofìa divenne una delle giovani attrici più popolari nel mercato latino. Fu chiamata inoltre a ricoprire il ruolo principale di Fernanda nel film 2015 Desde El Mas Alla, nel quale ebbe anche il ruolo di produttrice. Il film fu un grande successo, proiettato e acclamato nei più importanti festival del cinema messicano. Nello stesso anno interpretò il ruolo di Vanessa nella commedia romantica, Enamorandome de Abril. Nel 2016 interpretò il ruolo di Elizabeth Cardenas, una delle serie abituali di Eva La Trailera, sempre per la NBC Universal / Telemundo.
Nel 2017 è stata la protagonista della serie Fox International / Telemexico, Guerra De Idolos. La storia ruota attorno alla morte di un idolo della musica messicana regionale e mette in mostra le vite di coloro che gestiscono e controllano il business della musica latina negli Stati Uniti. Sofìa attualmente, vive a Los Angeles, in California.

## Filmografía

### Telenovelas
- El secreto de Selena (2018) - María Celeste Arrarás
- Guerra de ídolos (2017) - Gilda César Solar
- Eva la trailera (2016) - Elizabeth "Betty" Cárdenas
- Dueños del paraíso (2015) - Silvana Cardona
- Dama y obrero (2013) - Mireya Gómez
- Rosa diamante (2012) - Andrea Fernández/Andrea Sotomayor
- La casa de al lado (2011-2012) - Hilda González de Conde
- Eva Luna (2010-2011) - Alicia González
- Vidas cruzadas (2009) - Lucy
- Más sabe el diablo (2009) - Esperanza Salvador (giovane)
- Sin senos no hay paraíso (2008-2009) - Julieta Riva Palas
- Pecados ajenos (2007-2008) - Gloria Mercenario Ruiz
- El peñón del amaranto (1993) - Amaranta (bambina)

### Programmi
- Descarrilados (2013) - Ivonne
- Mia Mundo (2012-2013) - Stefanie Montero
- Decisiones (2008) - Nora
- La vida es una canción (2004) - Marisol
- Disney Club (1999) - Conductora

### Cinema
- Desde el más allá (2013) - Fernanda

### Teatro
- Vaselina (2007) - Frenchi
- Las arpías (2009) - Gina
- Monologando (2012)